# Thomas Ender
Thomas Ender (Vienna, 3 novembre 1793 – Vienna, 28 settembre 1875) è stato un pittore austriaco.

## Biografia
Era il fratello gemello di Johann Ender. Inoltre studiò presso l'Accademia di belle arti di Vienna con il professore Joseph Mössmer, diventando un pittore di paesaggi. Sempre dalla stessa accademia vinse premio presso nel 1816.
Viaggiò in Brasile nel 1817, dal quale dipinse quasi un migliaio di disegni ad acquerelli. Visitò anche l'Italia, la Palestina, la Grecia e Parigi. Nel 1836, divenne professore presso l'Accademia di Vienna, fino al 1849.

## Opere
- Veduta del Großglockner
- Castel Tirolo
- Costa di Sorrento
- Veduta di Rio de Janeiro (Accademia di Vienna)
- Cappella nel bosco (Galleria nazionale, Berlino)
- Boscoso paesaggio del fiume nelle Alpi (Il Getty Museum J. Paul, Los Angeles)

## Galleria d'immagini

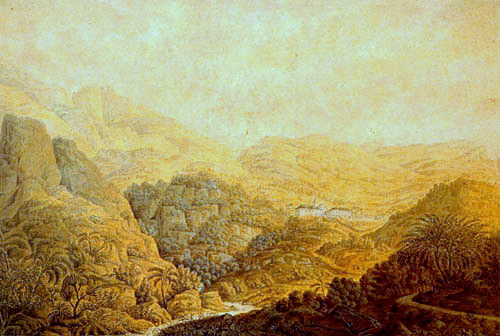
Paesaggio, 1818
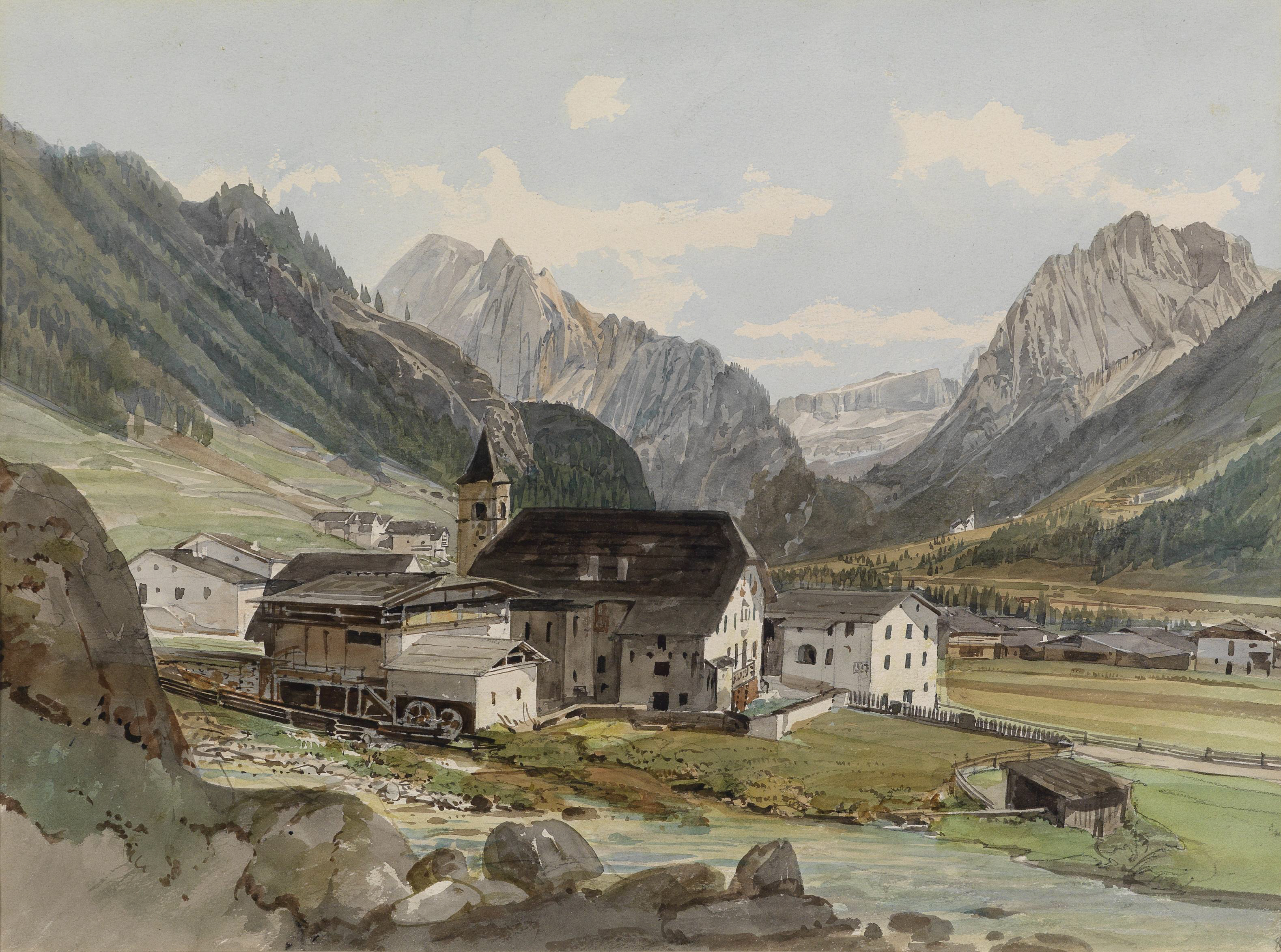
Villaggio di montagna con un piccolo impianto industriale, acquerello su carta
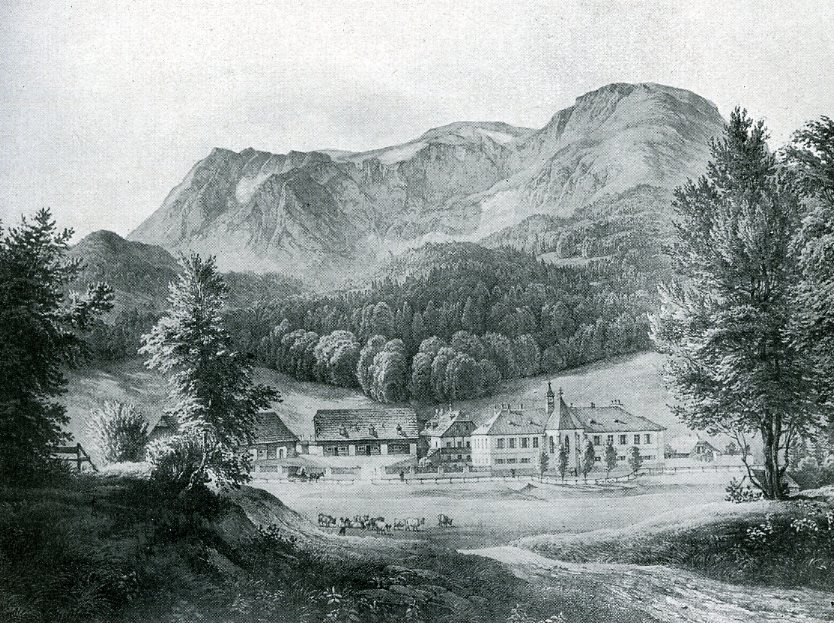
Der Brandhof, 1844
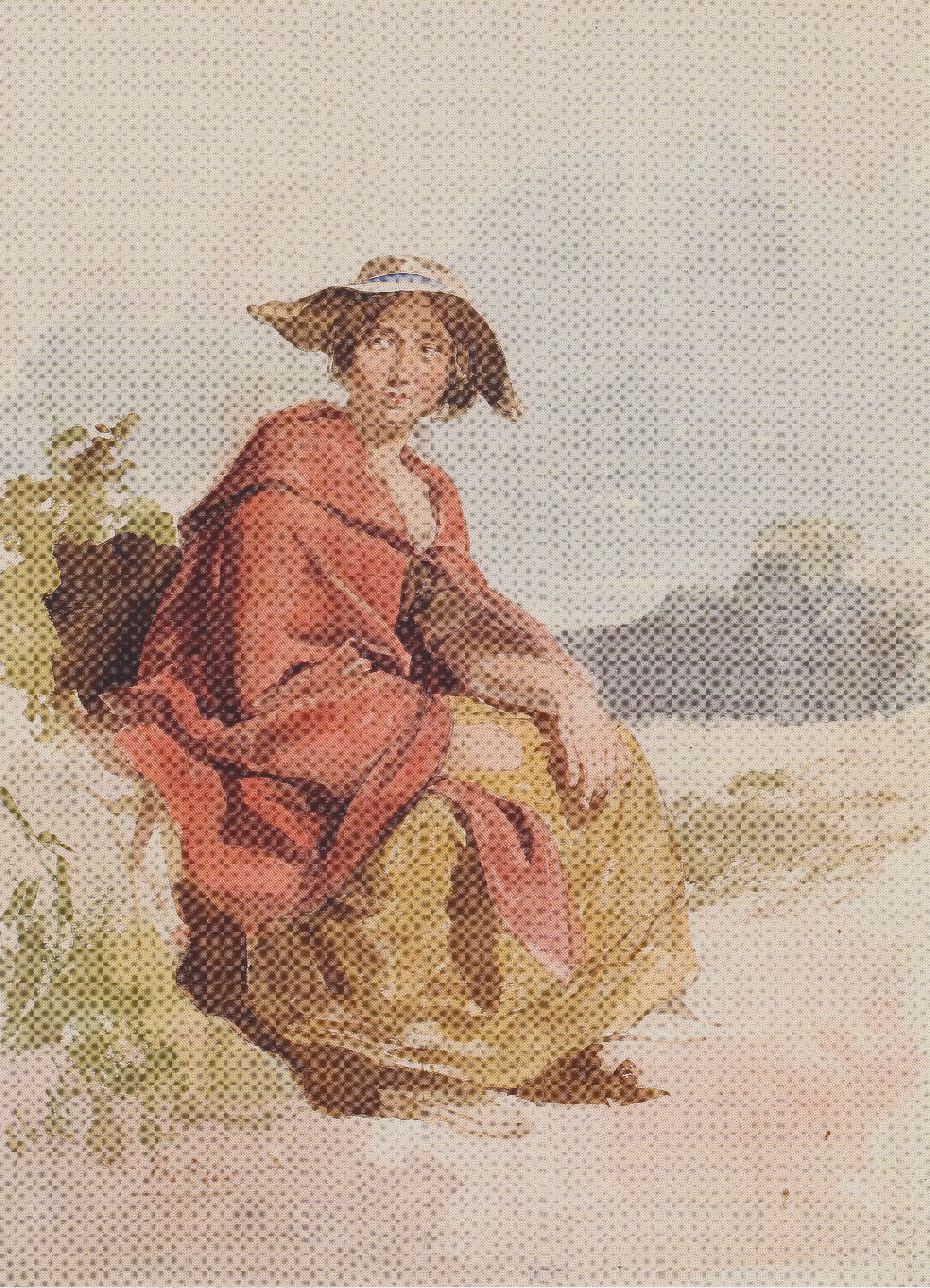
Seduta con il mantello rosso nel paesaggio, 1830
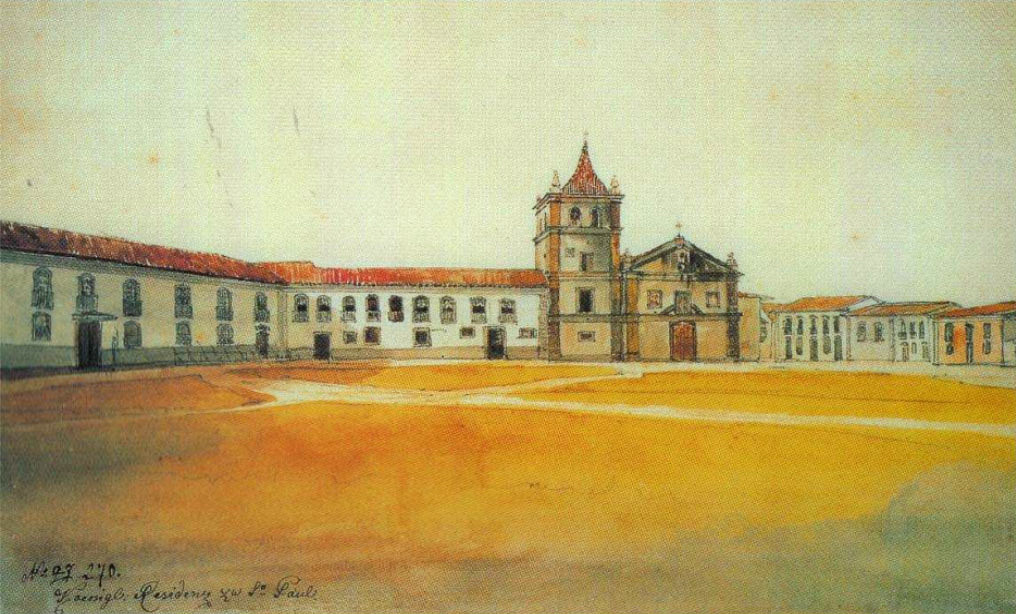
Palazzo del Governo di São Paulo, 1817
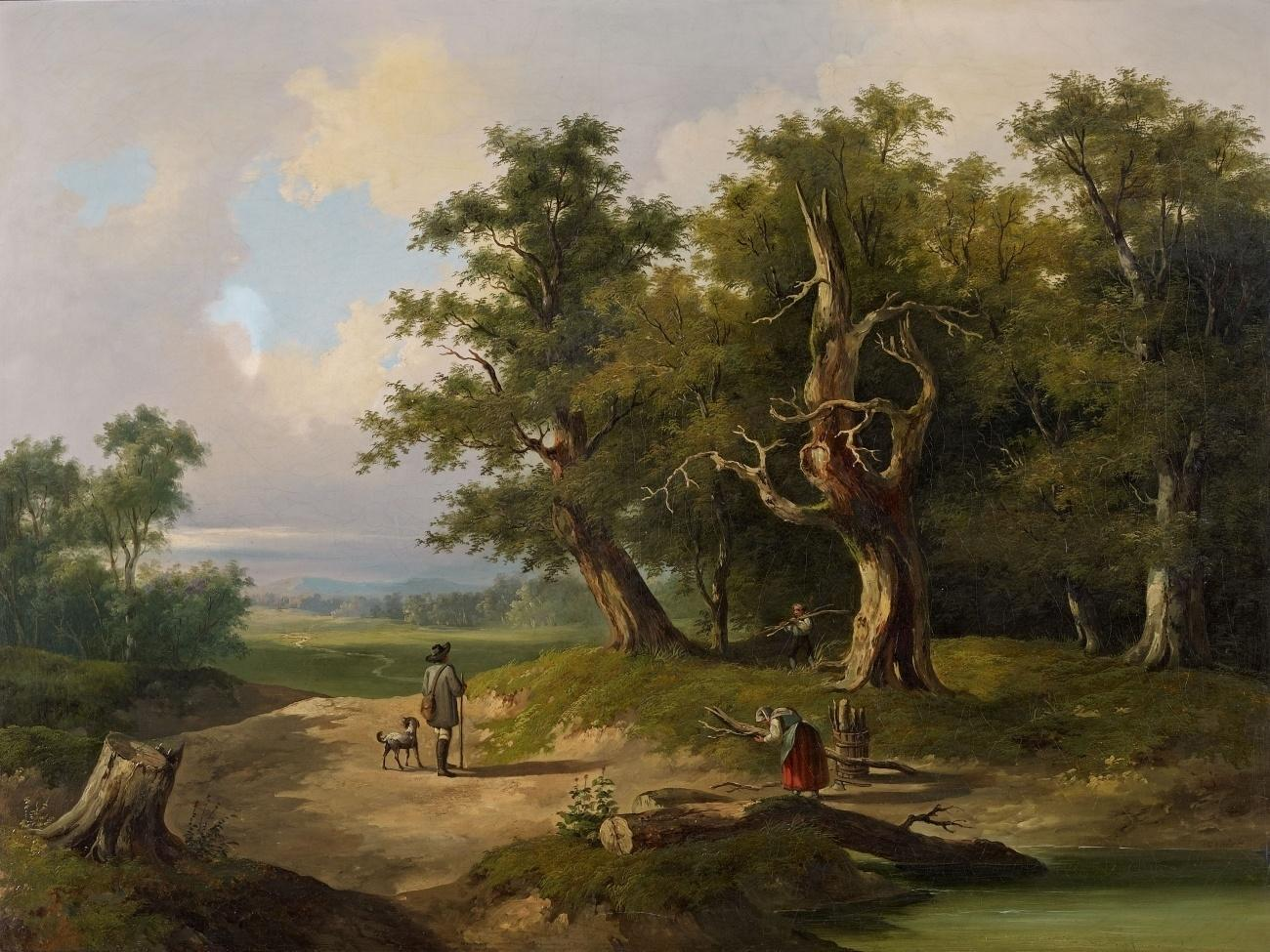
Paesaggio con escursionisti e raccoglitori, olio su tela